# French Island (Wisconsin)
French Island is een plaats (census-designated place) in de Amerikaanse staat Wisconsin, en valt bestuurlijk gezien onder La Crosse County.

## Demografie
Bij de volkstelling in 2000 werd het aantal inwoners vastgesteld op 4410.

## Geografie
Volgens het United States Census Bureau beslaat de plaats een oppervlakte van 6,2 km², waarvan 5,2 km² land en 1,0 km² water.

## Plaatsen in de nabije omgeving
De onderstaande figuur toont nabijgelegen plaatsen in een straal van 12 km rond French Island.